# Олбани (Тексас)
Олбани (енгл. Albany) град је у америчкој савезној држави Тексас. По попису становништва из 2010. у њему је живело 2.034 становника.

## Демографија
Према попису становништва из 2010. у граду је живело 2.034 становника, што је 113 (5,9%) становника више него 2000. године.
| Група             | 2000.         | 2010.         |
| Белци             | 1.738 (90,5%) | 1.762 (86,6%) |
| Афроамериканци    | 13 (0,7%)     | 9 (0,4%)      |
| Азијати           | 0 (0,0%)      | 3 (0,1%)      |
| Хиспаноамериканци | 155 (8,1%)    | 214 (10,5%)   |
| Укупно            | 1.921         | 2.034         |